# 十二羰基三钌
十二羰基三钌，分子式为Ru3(CO)12。一种橙色的金属-羰基原子簇合物，是多种有机钌化合物的前驱体。

## 结构和合成方法
分子具有D3h点群的对称结构，三个钌原子中间存在Ru-Ru金属键，构成了一个正三角形结构。每个钌原子的轴向和垂直于轴向的平面上各有两个羰基配体与钌原子配位。同族元素铁和锇的羰基原子簇合物中，十二羰基三钌的分子結構和Os3(CO)12相同，而不同於Fe3(CO)12的分子结构，由于Fe3(CO)12中的两个羰基配体同时与两个铁原子配位形成对称的边桥基（edge bridging）而具有C2v点群的对称结构。
以三氯化钌为原料通过与高压一氧化碳的氧化还原反应可制备十二羰基三钌，反应的化学计量比不确定，一种可能的反应式为：
6 RuCl3 + 33 CO + 18 CH3OH → 2 Ru3(CO)12 + 9 CO(OCH3)2 + 18 HCl

## 反应
十二羰基三钌在高压一氧化碳的条件下会发生原子簇的解离形成五羰基钌，五羰基钌在室温下会放出一氧化碳重新形成十二羰基三钌：
Ru3(CO)12  +  3 CO  {\displaystyle {\overrightarrow {\leftarrow }}}  3 Ru(CO)5  Keq = 3.3 x 10-7 mol dm–3 室温
五羰基钌相比同族的铁元素的五羰基化合物五羰基铁的化学稳定性要差。五羰基钌释放一氧化碳缩合生成十二羰基三钌的过程如下：
- 首先一个五羰基钌分子分解放出一个一氧化碳同时形成配位不饱和的Ru(CO)4
Ru(CO)5 {\displaystyle {\overrightarrow {\leftarrow }}} Ru(CO)4 + CO

- 接着Ru(CO)4和另一分子的五羰基钌反应生成九羰基二钌：
Ru(CO)4 + Ru(CO)5 {\displaystyle {\overrightarrow {\leftarrow }}} Ru2(CO)9

- 九羰基二钌再与另一分子的五羰基钌反应生成十二羰基三钌：
Ru2(CO)9 + Ru(CO)5 {\displaystyle {\overrightarrow {\leftarrow }}} Ru3(CO)12 + 2 CO

这个过程中第一步五羰基钌分解生成Ru(CO)4的基元反应是整个反应的限速步驟。
十二羰基三钌在热的溶液中可与通入的氢气发生氢化反应，生成四面体结构的对空气稳定的黄色原子簇合物H4Ru4(CO)12：
4 Ru3(CO)12 + 6 H2 → 3 Ru4(μ-H)4(CO)12 + 12 CO